# Wilfriedt Wedmann
Wilfriedt Wedmann (* 17. April 1948 in Wagenitz, Deutschland; † 12. November 2021 in Burnaby) war ein kanadischer Leichtathlet.

## Leben
Wilfriedt Wedmann wurde nach dem Zweiten Weltkrieg in Deutschland geboren und floh als Kleinkind mit seiner Mutter aus der Deutschen Demokratischen Republik nach Vancouver. Im Alter von 20 Jahren nahm er als erster Athlet der Simon Fraser University an den Olympischen Spielen 1968 in Mexiko-Stadt im Hochsprung teil. 1970 stellte er mit 2,10 Metern einen neuen Hochsprungrekord der Universität auf und gewann Silber bei den Panamerikanischen Spiele 1971. 
Später erhielt er als erster Student ein Rhodes-Stipendium an der University of Oxford. Dort erwarb er einen Master-Abschluss in Politik, Philosophie und Wirtschaft.  
Nach seiner Zeit in England kehrte er nach Kanada zurück arbeitete als  Change Agent. Gemeinsam mit Harry Jerome gründete er das Premier’s Sport Awards Program. Wedmann war zudem in Führungspositionen bei vielen nationalen Sportorganisationen tätig, wie am Ende seiner Karriere, als Sportdirektor der Simon Fraser University. Wedmann hatte eine Tochter und einen Sohn.